# Hoofdstraat 26 (Noordbroek)
De onderwijzerswoning aan de Hoofdstraat 26 in de Groningse plaats Noordbroek dateert in de huidige vorm uit de 19e eeuw en is erkend als een rijksmonument.

## Beschrijving
In Noordbroek stonden in de 17e eeuw twee scholen, die de Noorder- en de Zuiderschool werden genoemd. De Noorderschool stond nabij de kerk en de Zuiderschool meer naar het zuiden op de plek die later met Hoofdstraat 26 zou worden aangeduid. Dit gebouw kreeg een klokkentoren. Omdat deze Zuiderschool in het begin van de 19e eeuw dermate grote gebreken vertoonde werd het gebouw in de jaren 1811/1812 geheel vernieuwd. Het gebouw fungeerde tevens als onderwijzerswoning. Aanvankelijk was er één schoolmeester. Halverwege de 19e eeuw kwamen er twee ondermeesters bij. Ook dit nieuwe gebouw kreeg een klokkentoren, een opengewerkte dakruiter, die boven op het tentdak werd geplaatst. Het gebouw, met grote zesruits vensters in de voor- en zijgevels, staat er nog steeds. Het gebouw deed sindsdien geen dienst meer ten behoeve van het onderwijs in Noordbroek, maar werd omgevormd tot een bibliotheekvoorziening, die 't Torentje genoemd wordt. Ook werd het gebouw gebruikt als creativiteitscentrum. Nadat de bibliotheek in 2014 naar een nieuw multifunctioneel centrum in Noordbroek is verhuisd, heeft het pand een particuliere woonbestemming gekregen.

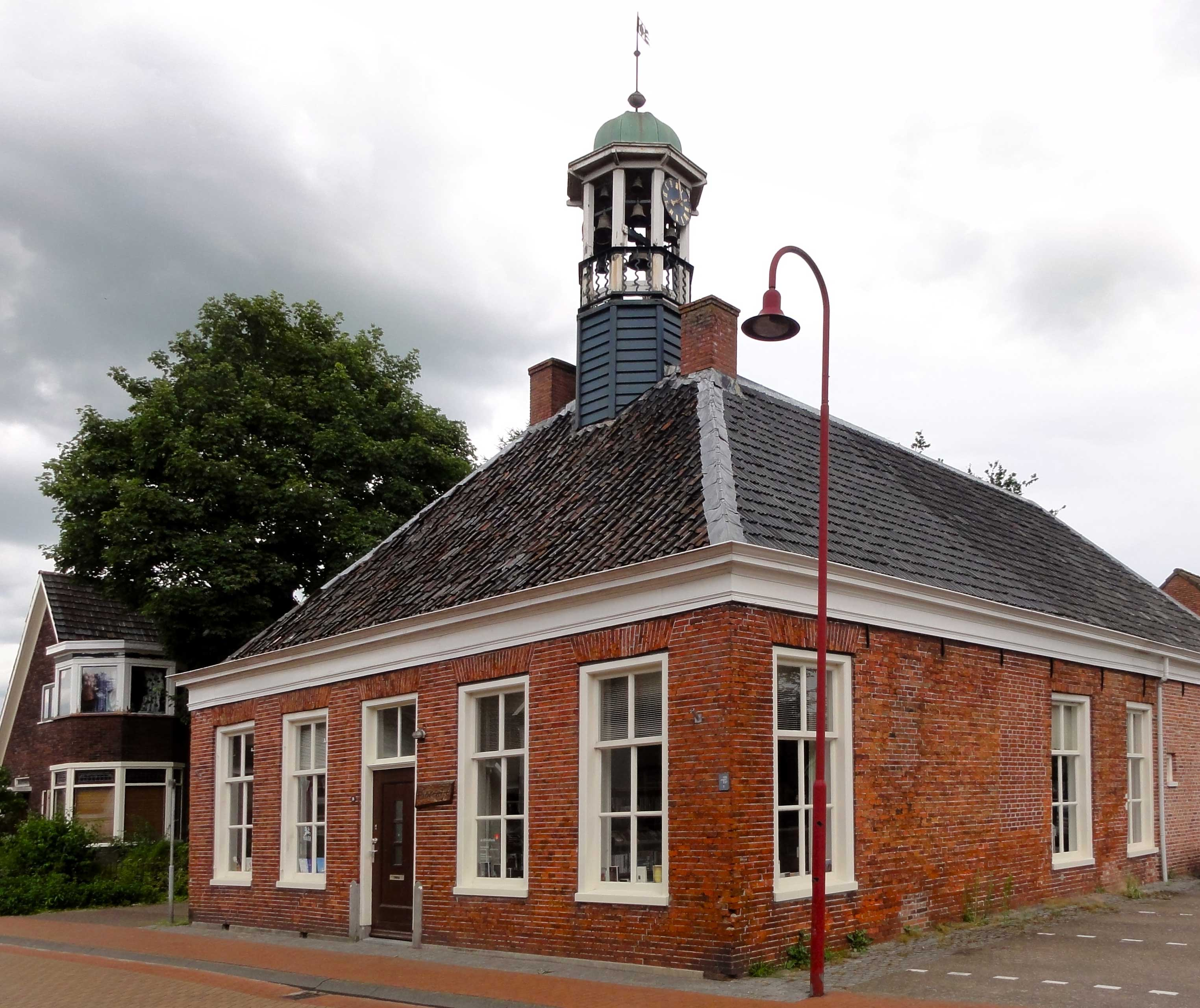
De zuidwestzijde van de voormalige onderwijzerswoning in Noordbroek